# Batalla de Posada
La batalla de Posada (9 de noviembre de 1330 – 12 de noviembre de 1330) (en húngaro: Posadai csata; en rumano: Bătălia de la Posada) se libró entre Basarab I del principado de Valaquia y Carlos I de Hungría.
El pequeño ejército valaco dirigido por Basarab, formado por caballería, arqueros a pie, así como campesinos locales, lograron emboscar y derrotar a los 30 000 efectivos del ejército húngaro, en una región montañosa cerca de la frontera entre Oltenia y Severin.
La batalla resultó en una importante victoria para Valaquia y el desastre de Carlos Roberto, convirtiéndose en un momento decisivo en la política de Hungría, que tuvo que abandonar sus esperanzas de extender el reino hasta el mar Negro. Para Valaquia, la victoria significó un incremento en la moral y la más independiente evolución del estado.